# Loglan
Loglan er et kunstsprog som blev påbegyndt i 1955 af James Cooke Brown (1921-2000) som et forskningsprojekt med det formål at teste Sapir-Whorf-hypotesen.
Målet var at lave sproget så udtryksfuldt inden for logik og regning, at folk som lærer det, vil tænke bedre, hvis hypotesen er sand.
Brown havde til hensigt at lave sproget så kulturelt neutralt som muligt og logisk og udtryksfuldt nok til at indeholde alle kendte udtryksmidler fra noget sprog. Sprogets grammatik er baseret på prædikatslogik. I Robert A. Heinleins science fiction-roman The Moon Is a Harsh Mistress (1966) bruges loglan til kommunikation med computere, og denne omtale hjalp med til at udbrede kendskabet til sproget.
Brown grundlagde The Loglan Institute til at udvikle sproget og dets anvendelser. Han betragtede loglan som et forskningsprojekt, som ikke var fuldført, så selvom han skrev mange artikler om dets design, frigav han det aldrig til fri brug. Derfor har en gruppe interesserede grundlagt The Logical Language Group til at skabe sproget lojban baseret på de samme principper som loglan, men med intentionen om at gøre det frit tilgængeligt og opmuntre til at bruge det som et rigtigt sprog.
Loglan har ikke navneord, udsagnsord, objekter, ejeformer eller tider, sådan som en der taler f.eks. dansk er vant til det. Der er kun prædikater eller funktioner med pladser til at placere variabler, for eksempel botso: X køber Y af P for prisen Q. Prædikaterne kan ændres med præfikser, og der kan frivilligt tilføjes oplysninger om tid, sted, måde, formål og så videre.
Loglan giver mulighed for at udtrykke ting som ikke giver mening, hvor de naturlige sprogs flertydige grammatik vil forhindre dette. For eksempel kan man sige at Bo, en person, er et kort ord. Denne mulighed er så udtalt at det kan bruges til en form for humor som ikke findes i andre sprog.